# Tradicija reje lipicancev
Tradicionalna reja in vzreja lipicancev obsega rejo konjev pasme lipicanec za izvajanje klasičnega dresurnega jahanja in voženj.
Tradicijo reje lipicanca so sprva uporabljali za vzrejo konj za habsburški cesarski dvor na Dunaju, danes pa ima lipicanec posebno vlogo v vsakdanjem kulturnem in družbenem življenju skupnosti na podeželju. Vključujejo se v prireditve, praznovanja in veselice, kot so blagoslovi konj, pustne povorke in parade. 
Konji imajo ključno vlogo tudi v terapevtskem jahanju in trajnostnem turizmu. Ljudje, ki delajo v državnih kobilarnah, so poleg terapevtov, obrtnikov, skupin konjeniškega športa, vojaških tradicionalistov, lokalnih skupnosti in obiskovalcev kmetij glavni nosilci elementa. Vrednote, znanje, veščine in prakse se prenašajo s praktičnimi izkušnjami, seminarji in usposabljanji ter med prazničnimi in športnimi dogodki. Praksa je tudi del učnih načrtov nekaterih lokalnih osnovnih šol ter vseh kmetijskih in poklicnih šol ter kmetijskih in veterinarskih univerz. Reja lipicancev že več kot 450 let združuje skupnosti in ustvarja močan občutek skupne identitete, tudi s posebnim besediščem in tesno čustveno povezanostjo med rejci in konji.

## Nominacija
Projekt priprave večnacionalne nominacije, ki povezuje osem držav, je vodilo slovensko ministrstvo za kulturo v sodelovanju s predstavniki Kobilarne Lipica in Slovenskega etnografskega muzeja. Večnacionalni projekt ponazarja skupno evropsko dediščino in jo postavlja v kulturni kontekst. Priprava nominacije je povezala predstavnike državnih kobilarn in zasebnih rejcev, strokovnjake za nesnovno dediščino, kulturne strokovnjake in raziskovalce ter lokalne skupnosti.
Projekt se je začel na pobudo državnih kobilarn, ki se posvečajo reji in vzreji lipicancev, od leta 2018 pa je potekal v izključno kulturni domeni in po pravilih Unesca, skrb zanj so prevzela kulturna ministrstva sodelujočih držav.
Lipicanec je maloštevilna pasma konj, ki zaradi razpršenosti reje velja za ogroženo, zato je vloga Kobilarne Lipica in Združenja rejcev lipicanca Slovenije za njeno ohranjaje odločilnega pomena. 